# Mats Larsson
Ål Mats Arne Larsson (Järna, 20 de marzo de 1980) es un deportista sueco que compitió en esquí de fondo.
Participó en los Juegos Olímpicos de Turín 2006, obteniendo una medalla de bronce en la prueba de relevo (junto con Johan Olsson, Anders Södergren y Mathias Fredriksson). Ganó una medalla de plata en el Campeonato Mundial de Esquí Nórdico de 2007, en velocidad individual.

## Palmarés internacional
| Juegos Olímpicos   | Juegos Olímpicos | Juegos Olímpicos  | Juegos Olímpicos     |
| Año                | Lugar            | Medalla           | Prueba               |
| ------------------ | ---------------- | ----------------- | -------------------- |
| 2006               | Turín (Italia)   | Medalla de bronce | Relevo 4 × 10 km     |
| Campeonato Mundial |                  |                   |                      |
| Año                | Lugar            | Medalla           | Prueba               |
| 2007               | Sapporo (Japón)  | Medalla de plata  | Velocidad individual |